# Le Fréchet
Le Fréchet – miejscowość i gmina we Francji, w regionie Oksytania, w departamencie Górna Garonna.
Według danych na rok 1990 gminę zamieszkiwało 127 osób, a gęstość zaludnienia wynosiła 30 osób/km² (wśród 3020 gmin regionu Midi-Pireneje Le Fréchet plasuje się na 936. miejscu pod względem liczby ludności, natomiast pod względem powierzchni na miejscu 1554.).